# セヴァーントンネル

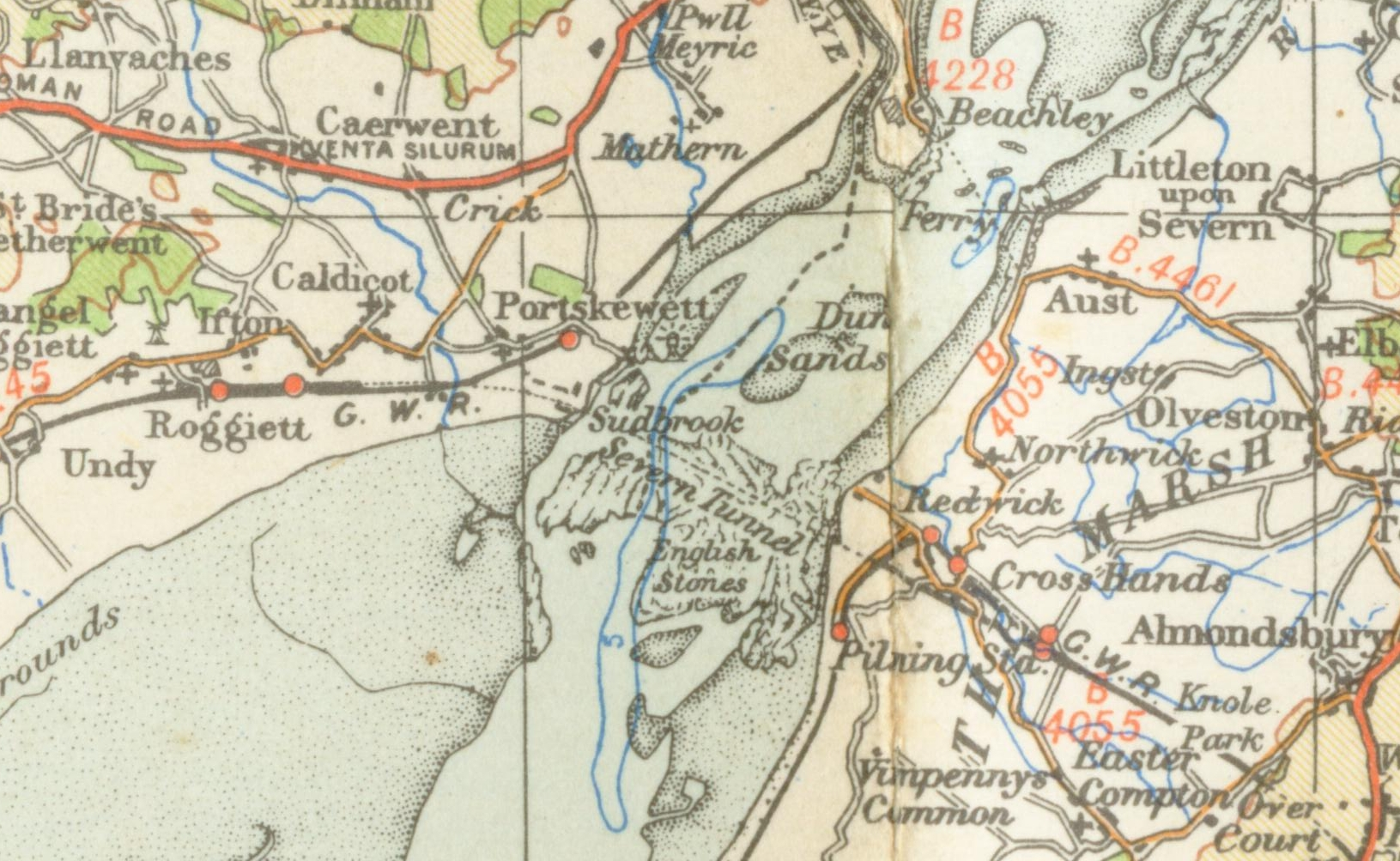
セヴァーントンネルとその周辺を示す1946年の地図

セヴァーントンネル（英語: Severn Tunnel）は、イギリス・イングランド西部のグロスターシャーと南ウェールズのモンマスシャーの間をセヴァーン川の三角江の下をくぐって結ぶ鉄道トンネルである。
トンネルは、グレート・ウェスタン鉄道によって1873年から1886年にかけて建設された。全長は4マイル624ヤード (7,008 m) あるが、このうち2.25マイル (3.62 km) が川の下の部分である。2007年に高速新線CTRLのロンドン・イーストトンネルおよびロンドン・ウェストトンネルが開通するまでの100年以上にわたり、イギリスにおける本線鉄道としては最長のトンネルであった。水底トンネルとしても、1942年に開通した日本初の水底（海底）トンネルである関門鉄道トンネルと比べ全長で約2倍、水底部の長さは約3倍と大規模なトンネルであった。

## 概要
このトンネルは、ロンドンおよび南部イングランド全域と南ウェールズを結ぶ幹線鉄道の重要区間となっており、多数の旅客列車および貨物列車を通している。トンネルが不通の際は、列車はグロスターを迂回することになる。
信号設備の配置によりほぼトンネル全長が1つの閉塞区間となっており、続行列車との運転時隔を制約している。また90分の1から100分の1に達する急勾配のため、重量貨物列車の運行が難しくなっている。
線路の間に設けられた排水溝により、地下水をトンネル内の最深部にあるサドブルックのポンプ室の下に送り込んで地上へ排出している。タンク車が脱線して発火した石油が排水溝に流れ込むといった事故に備えて、危険物を搭載した列車と旅客列車が同時にトンネル内に進入しないような特別な手配がなされている。トンネル内で重大事故が発生した際には、旅客と乗務員が脱出できるようにする特別な避難手順が用意されている。
サドブルックポンプ室には関係者専用のトンネルへの連絡通路があり、水が汲み上げられ換気の空気がトンネルに送り込まれる立坑に鉄製の梯子が備えられている。当初グレート・ウェスタン鉄道が設置した換気設備では、サドブルックで空気を排出する仕組みになっていたが、当時運行されていた蒸気機関車からの排気ガスにより換気のファンが早く腐食してしまったため、1960年代にポンプ設備が交換されて空気の流れを逆向きにし、新鮮な空気をポンプ室でトンネル内に送り込んでトンネル口から吐き出すようにされた。
保守作業はトンネル構造の物理的な状態も相まって特別困難で、通常よりも特に注意して保守作業を行う必要がある。また現地への移動の便と人員の安全確保の困難さから、作業は一時的に線路閉鎖を行ってしか実施できない。
このトンネルを通過する列車は、1日に約200本が設定されている。

## 建設

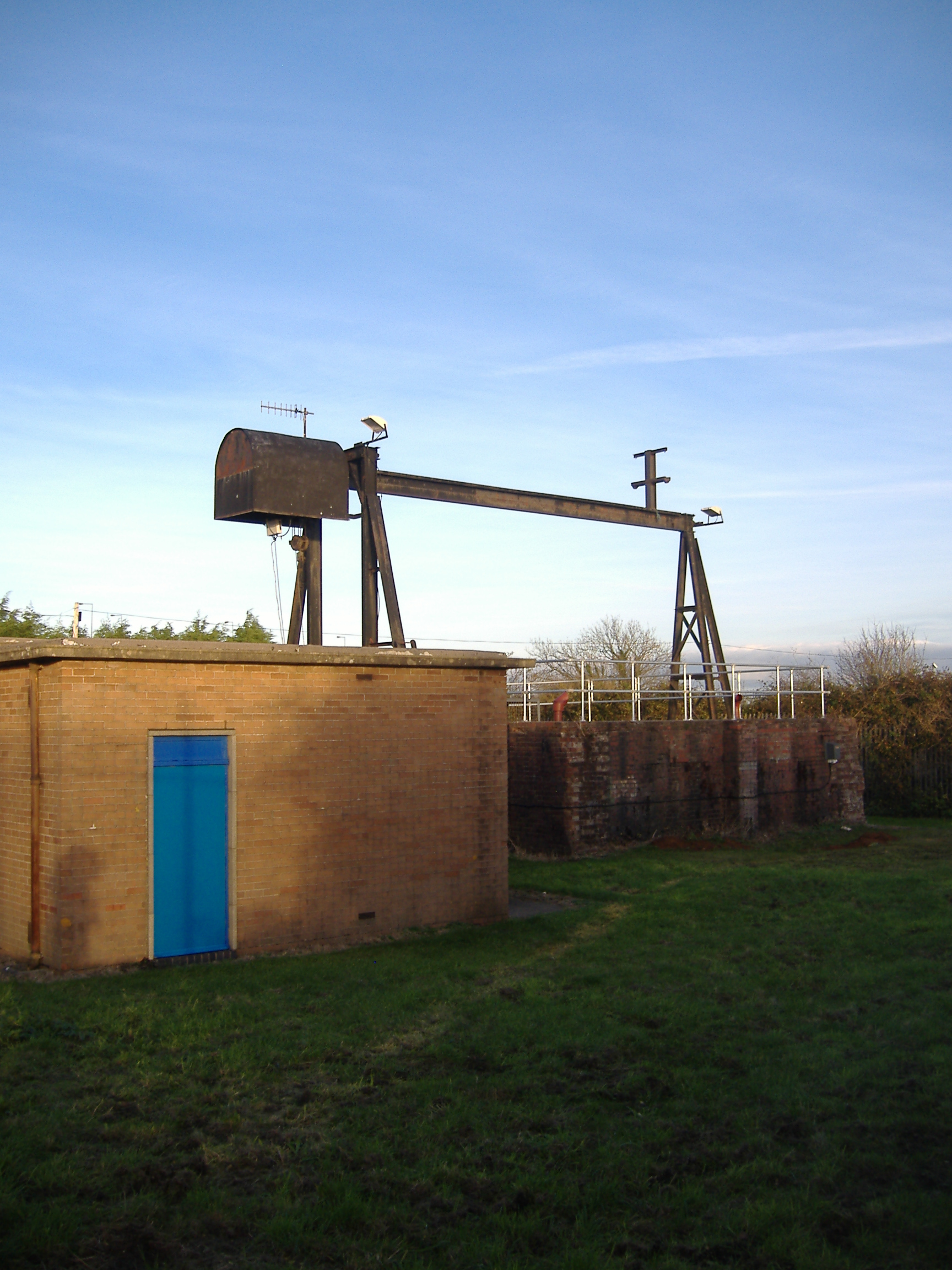
トンネルのポンプ室の1つ、セヴァーンの浜にあるもの

トンネル建設以前は、ブリストルと南ウェールズの間を鉄道で移動するにはニューパッセージとポーツクウェットの間でフェリーを利用するか、グロスターまで迂回する必要があった。トンネルを建設すれば所要時間を大幅に短縮することができた。1873年3月に工事が始まり、1870年代を通じて徐々に進められていった。
建設に携わった技術者であるトーマス・ウォーカーの著書によると、グレート・ウェスタン鉄道はこの工事の最重要部分は深い海峡の下を掘ることであると考えていた。しかし、実際に困難であったのはモンマスシャー側から掘ったトンネルの先端がグロスターシャー側から掘ったトンネルの先端までわずか130ヤード (119 m) に達した時点であり、1879年10月に工事現場で異常出水が発生した。流れ込んだ水はトンネル上部のセヴァーン川河口の汽水域からの塩水ではなく、ウェールズ側からの淡水であった。この水源は「偉大な泉」(The Great Spring) として知られるようになった。
1879年の出水事故の後、トーマス・ウォーカーはグレート・ウェスタン鉄道の技師長ジョン・ホークショーによりトンネルを復旧・完成を任せる契約を行った。「偉大な泉」を食い止めるためにはポンプ設備の大幅増強とともに、ダイバーを立坑からトンネル内に潜らせて作業現場の防水扉を閉じ、出水を抑制する必要があった。この困難な作業は最終的に1880年11月に、ヘンリー・フルースの新しく発明した自給式呼吸器を使ってアレクサンダー・ランバート (Alexander Lambert) によって成し遂げられた。しかし、「偉大な泉」付近での作業開始は1881年1月に一時的に水を止めることに成功してからであった。
建設工事は1883年に再度「偉大な泉」からの出水で中断し、今度もランバートが何とかこれを食い止めた。作業を妨げるさらなる事故として、大きな津波や、イングランド側のサーモン・プール (Salmon Pool) と呼ばれる部分の底が貫通してしまったことがある。この中断期間に、シャープネスとリドニーの間のセヴァーン鉄道橋が開通した。
トンネルは1885年中に完成し、1886年1月9日に貨物列車が通過したが、定期運行はポンプ設備の完成まで待つことになった。貨物列車の定期運行開始は9月で、旅客列車の運行開始は着工からほぼ14年経った1886年12月となった。設置されたコーンウォールエンジンが「偉大な泉」やその他の水を1960年代まで排出していたが、その頃電動ポンプに交換された。
1930年代には、「偉大な泉」から淡水を調達できる可能性から、近くにカイルウエント海軍装薬工場が進出することになった。この水はまた、サドブルックの製紙工場（現存せず）にも供給されていた。

## 自動車輸送
1924年、グレート・ウェスタン鉄道によりピルニング駅とセヴァーントンネル・ジャンクション駅の間で自動車の輸送が開始された。これは潮汐の影響で時刻が一定しないオーストフェリーやグロスターを周る長距離の道路の代替となるものであった。この輸送は第二次世界大戦後も継続していたが、1966年にセヴァーン橋が開通して不要となった。

## 第二次世界大戦
第二次世界大戦中、グレート・ウェスタン鉄道のウェールズ方面行き旅客列車がドイツの航空機に襲撃されたことがあった。当時の戦時速度規制をかなり上回る90マイル毎時（140 km/h）で走り、列車はトンネル内に逃げ込むことに成功して、機関士が危険が去ったと判断できるまでトンネル内で停車していた。この列車は数発の弾丸を受けていたが、重傷者はいなかった。

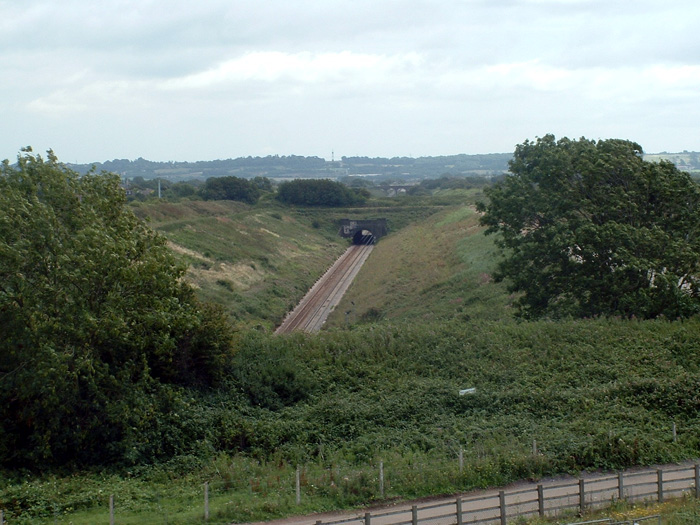
イングランド側のトンネルへのアプローチ

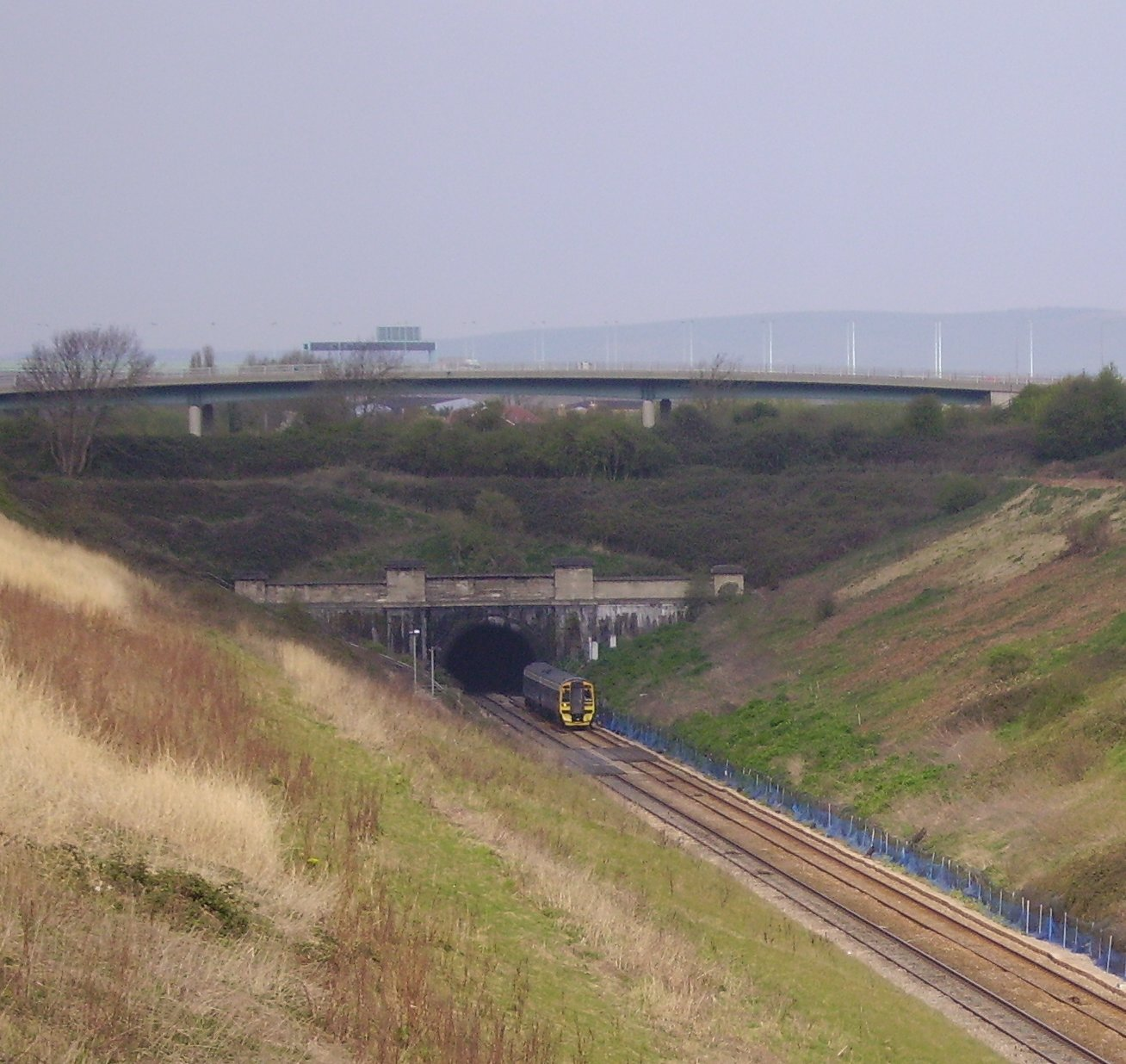
イングランド側のトンネル入口

## 現代
セカンド・セヴァーン・クロッシング（道路橋）はイングランド側においてトンネルの上を通っており、トンネルに負荷をかけないように支持されている。橋の建設の機会に、この部分のトンネル上部のコンクリート蓋の更新が行われている。
長らく非電化であったが、グレート・ウェスタン本線の21世紀近代化計画の一環として電化工事が行われた。工事は2016年の9月から10月にかけて6週間のあいだ列車の運転をすべて取りやめて行われ、10月22日に再開通した。この工事の間は鉄道で北へ大回りするか、トンネル両端の駅を結ぶ代行バスを使うかのどちらかが選択された。トンネル内の建築限界の制限により特別な困難があり、スイスのシンプロントンネルやゴッタルド鉄道トンネルの建設によって得られた経験がこの問題を解決する助けとなった。こうしたトンネルでは通常の架線ではなく剛体架線（金属レールによる架線）が使用されている。